# Plataniás (ort i Grekland, Västra Grekland)
Plataniás (Platanias) är en ort i Grekland.   Den ligger i prefekturen Nomós Aitolías kai Akarnanías och regionen Västra Grekland, i den centrala delen av landet, 200 km väster om huvudstaden Aten. Plataniás ligger 45 meter över havet och antalet invånare är 157. Den ligger vid sjön Límni Trichonída.
Terrängen runt Plataniás är varierad. Runt Plataniás är det ganska glesbefolkat, med 31 invånare per kvadratkilometer. Närmaste större samhälle är Agrínio, 11,6 km väster om Plataniás. 